# مجرم (ترانه بریتنی اسپیرز)
«مجرم» (به انگلیسی: Criminal) نام آهنگی از خواننده و آهنگ‌ساز پاپ آمریکایی بریتنی اسپیرز است که به عنوان چهارمین تک‌آهنگ از آلبوم زن افسونگر وارد بازار خواهد شد. بریتنی اسپیرز اولین بار در هنگام دریافت جایزه در مراسم ام تی وی ۲۰۱۱ در مورد این ترانه صحبت کرد و پس از پایان مراسم در طی مصاحبه‌ای با گروه خبری ام تی وی اعلام کرد این ترانه به عنوان چهارمین ترانه از آلبومم وارد بازار می‌شود. حتماً از موزیک ویدئو آن لذت خواهید برد. موزیک ویدئو این کار در هفدهم سپتامبر در لندن عکس برداری شد و در یازده اکتبر وارد بازار شد.

## جدول‌های موسیقی
| جدول (۲۰۱۱–۲۰۱۲)                               | بهترین جایگاه |
| ---------------------------------------------- | ------------- |
| بلژیک (اولتراتاپ ۵۰ فلاندرز)                   | ۳۸            |
| بلژیک (اولتراتاپ ۵۰ والونی)                    | ۲۴            |
| برزیل (۱۰۰ ایرپلی داغ برزیل)                   | 1             |
| برزیل (ترانه‌های پاپ داغ برزیل)                 | ۱             |
| بلغارستان (آی‌اف‌پی‌آی)                           | ۳             |
| کانادا (۱۰۰ تک‌آهنگ داغ کانادا)                 | ۱۶            |
| سی‌اچ‌آر/تاپ ۴۰ کانادا (بیلبورد)                 | ۲۱            |
| هات ای‌سی کانادا (بیلبورد)                      | ۲۵            |
| کشورهای مستقل همسود (تاپ‌هیت)                   | ۶             |
| جمهوری چک (رادیو – تاپ ۱۰۰)                    | ۶             |
| دانمارک (ترک‌لیسن)                              | ۳۹            |
| فنلاند (جدول‌های رسمی فنلاند)                   | ۱۱            |
| فرانسه (اس‌ان‌ئی‌پی)                              | ۱۳            |
| جدول دانلود فرانسه (اس‌ان‌ئی‌پی)                  | ۱۲            |
| قطعه‌های رقص جهانی (بیلبورد)                    | ۳۵            |
| اسرائیل (مدیا فارست)                           | ۴             |
| لبنان (۲۰ آهنگ برتر لبنان)                     | ۴             |
| مالزی (آرآی‌ام)                                 | ۲۰            |
| لهستان (ایرپلی جدید لهستان)                    | ۲             |
| اسلواکی (رادیو – ۱۰۰ آهنگ برتر)                | ۸             |
| ایرپلی روسیه (تاپ‌هیت)                          | ۸             |
| جدول بین‌المللی کره جنوبی (گائون)               | ۵۱            |
| اسپانیا (پروموزیک)                             | ۴۶            |
| اسپانیا (جدول ایرپلی)                          | ۱۸            |
| سوئد (فهرست برترین‌های سوئد)                    | ۳۶            |
| سوئیس (شوایزر هیت‌پاراد)                        | ۳۳            |
| ترکیه (۲۰ ترانه برتر شماره یک)                 | ۴             |
| ایرپلی اوکراین (تاپ‌هیت)                        | ۷             |
| بیلبورد هات ۱۰۰ ایالات متحده                   | ۵۵            |
| ترانه‌های باشگاه رقص ایالات متحده (بیلبورد)     | ۴۱            |
| ۴۰ آهنگ برتر جریان اصلی ایالات متحده (بیلبورد) | ۱۹            |

| جدول (۲۰۲۰)    | بهترین جایگاه |
| -------------- | ------------- |
| مالزی (آرآی‌ام) | ۲۰            |

| جدول (۲۰۱۱)                    | جایگاه |
| ------------------------------ | ------ |
| ایرپلی روسیه (تاپ‌هیت)          | ۱۳۷    |
| ایرپلی اوکراین (تاپ‌هیت)        | ۱۷۹    |
| جدول (۲۰۱۲)                    | جایگاه |
| برزیل (۱۰۰ ایرپلی داغ برزیل)   | ۹      |
| برزیل (ترانه‌های پاپ داغ برزیل) | ۶      |
| روسیه (۵۰ ایرپلی داغ)          | ۳۷     |
| ایرپلی روسیه (تاپ‌هیت)          | ۱۳۹    |
| ایرپلی اوکراین (تاپ‌هیت)        | ۵۰     |

## تاریخچه انتشار
| کشور         | تاریخ           | فرمت                                | ناشر        |
| ------------ | --------------- | ----------------------------------- | ----------- |
| بلژیک        | ۳۰ سپتامبر ۲۰۱۱ | دانلود دیجیتال                      | سونی        |
| ایتالیا      | ۳۰ سپتامبر ۲۰۱۱ | دانلود دیجیتال                      | سونی        |
| برزیل        | ۳۰ سپتامبر ۲۰۱۱ | دانلود دیجیتال                      | سونی        |
| دانمارک      | ۳۰ سپتامبر ۲۰۱۱ | دانلود دیجیتال                      | سونی        |
| یونان        | ۳۰ سپتامبر ۲۰۱۱ | دانلود دیجیتال                      | سونی        |
| هلند         | ۳۰ سپتامبر ۲۰۱۱ | دانلود دیجیتال                      | سونی        |
| لوکزامبورگ   | ۳۰ سپتامبر ۲۰۱۱ | دانلود دیجیتال                      | سونی        |
| نروژ         | ۳۰ سپتامبر ۲۰۱۱ | دانلود دیجیتال                      | سونی        |
| سوئیس        | ۳۰ سپتامبر ۲۰۱۱ | دانلود دیجیتال                      | سونی        |
| فنلاند       | ۳ اکتبر ۲۰۱۱    | دانلود دیجیتال                      | سونی        |
| سوئد         | ۳ اکتبر ۲۰۱۱    | دانلود دیجیتال                      | سونی        |
| پرتغال       | ۳ اکتبر ۲۰۱۱    | دانلود دیجیتال                      | سونی        |
| فرانسه       | ۳ اکتبر ۲۰۱۱    | دانلود دیجیتال                      | سونی        |
| ایالات متحده | ۴ اکتبر ۲۰۱۱    | دانلود دیجیتال                      | جایو آرسی‌ای |
| کانادا       | ۴ اکتبر ۲۰۱۱    | دانلود دیجیتال                      | سونی        |
| اسپانیا      | ۴ اکتبر ۲۰۱۱    | دانلود دیجیتال                      | سونی        |
| ایالات متحده | ۴ اکتبر ۲۰۱۱    | رادیو جریان اصلی                    | جایو آرسی‌ای |
| اتریش        | ۷ اکتبر ۲۰۱۱    | دانلود دیجیتال                      | سونی        |
| ایرلند       | ۷ اکتبر ۲۰۱۱    | دانلود دیجیتال                      | سونی        |
| سوئیس        | ۱۱ نوامبر ۲۰۱۱  | مجموعه ۲ قطعه‌ای                     | سونی        |
| اتریش        | ۱۱ نوامبر ۲۰۱۱  | مجموعه ۲ قطعه‌ای                     | سونی        |
| آلمان        | ۱۸ نوامبر ۲۰۱۱  | مجموعه ۲ قطعه‌ای                     | سونی        |
| فرانسه       | ۲ دسامبر ۲۰۱۱   | آلبوم چندآهنگه از ریمیکس‌های دیجیتال | سونی        |
| استرالیا     | ۲ دسامبر ۲۰۱۱   | آلبوم چندآهنگه از ریمیکس‌های دیجیتال | سونی        |
| بلژیک        | ۲ دسامبر ۲۰۱۱   | آلبوم چندآهنگه از ریمیکس‌های دیجیتال | سونی        |
| برزیل        | ۲ دسامبر ۲۰۱۱   | آلبوم چندآهنگه از ریمیکس‌های دیجیتال | سونی        |
| دانمارک      | ۲ دسامبر ۲۰۱۱   | آلبوم چندآهنگه از ریمیکس‌های دیجیتال | سونی        |
| فنلاند       | ۲ دسامبر ۲۰۱۱   | آلبوم چندآهنگه از ریمیکس‌های دیجیتال | سونی        |
| یونان        | ۲ دسامبر ۲۰۱۱   | آلبوم چندآهنگه از ریمیکس‌های دیجیتال | سونی        |
| ایتالیا      | ۲ دسامبر ۲۰۱۱   | آلبوم چندآهنگه از ریمیکس‌های دیجیتال | سونی        |
| لوکزامبورگ   | ۲ دسامبر ۲۰۱۱   | آلبوم چندآهنگه از ریمیکس‌های دیجیتال | سونی        |
| هلند         | ۲ دسامبر ۲۰۱۱   | آلبوم چندآهنگه از ریمیکس‌های دیجیتال | سونی        |
| نیوزیلند     | ۲ دسامبر ۲۰۱۱   | آلبوم چندآهنگه از ریمیکس‌های دیجیتال | سونی        |
| نروژ         | ۲ دسامبر ۲۰۱۱   | آلبوم چندآهنگه از ریمیکس‌های دیجیتال | سونی        |
| پرتغال       | ۲ دسامبر ۲۰۱۱   | آلبوم چندآهنگه از ریمیکس‌های دیجیتال | سونی        |
| اسپانیا      | ۲ دسامبر ۲۰۱۱   | آلبوم چندآهنگه از ریمیکس‌های دیجیتال | سونی        |
| سوئد         | ۲ دسامبر ۲۰۱۱   | آلبوم چندآهنگه از ریمیکس‌های دیجیتال | سونی        |
| ایالات متحده | ۶ دسامبر ۲۰۱۱   | آلبوم چندآهنگه از ریمیکس‌های دیجیتال | جایو آرسی‌ای |
| کانادا       | ۶ دسامبر ۲۰۱۱   | آلبوم چندآهنگه از ریمیکس‌های دیجیتال | سونی        |
| پادشاهی متحد | ۱۱ دسامبر ۲۰۱۱  | آلبوم چندآهنگه از ریمیکس‌های دیجیتال | آرسی‌ای      |